# Adinandra bockiana
Adinandra bockiana là một loài thực vật có hoa trong họ Pentaphylacaceae. Loài này được E.Pritz. ex Diels mô tả khoa học đầu tiên năm 1900.